# Dibai
Dibai là một thành phố và là nơi đặt ban đô thị (municipal board) của quận Bulandshahr thuộc bang Uttar Pradesh, Ấn Độ.

## Địa lý
Dibai có vị trí 28°13′B 78°15′Đ / 28,22°B 78,25°Đ Nó có độ cao trung bình là 184 mét (603 feet).

## Nhân khẩu
Theo điều tra dân số năm 2001 của Ấn Độ, Dibai có dân số 34.853 người. Phái nam chiếm 53% tổng số dân và phái nữ chiếm 47%. Dibai có tỷ lệ 50% biết đọc biết viết, thấp hơn tỷ lệ trung bình toàn quốc là 59,5%: tỷ lệ cho phái nam là 58%, và tỷ lệ cho phái nữ là 41%. Tại Dibai, 16% dân số nhỏ hơn 6 tuổi.